# جوزيف بلاكبيرن
جوزيف هنري بلاكبيرن (بالإنجليزية: Joseph Henry Blackburne)‏ (10 ديسمبر 1841 - 1 سبتمبر 1924)، ويلقب بالموت الأسود وهو لاعب شطرنج بريطاني ولد في مانشستر وسيطر على الشطرنج في أواخر القرن الـ19، تعلم الشطرنج بسن الـ18 وأصبح لاعبا قويا بسرعة وكانت له مسيرة احترافية استمرت لمدة 50 عاما وأصبح ثاني أحسن لاعب في العالم بفضل سلسلة من الانتصارات في بطولات الشطرنج، كما ساهم في انتشار لعبة الشطرنج بالقيام بمعارض شطرنج متزامنة، ومباريات شطرنج أعصب العينين في مختلف أنحاء إنجلترا، كما نشر مجموعة من مبارياته وكان مراسل صحيفة كبيرة حتى وفاته.

## روابط خارجية
- جوزيف بلاكبيرن على موقع مباريات الشطرنج (الإنجليزية)
- جوزيف بلاكبيرن على موقع 365Chess.com (الإنجليزية)
- جوزيف بلاكبيرن على موقع Chesstempo.com (الإنجليزية)

جوزيف بلاكبيرن في موقع مباريات الشطرنج